# بورس مکزیک

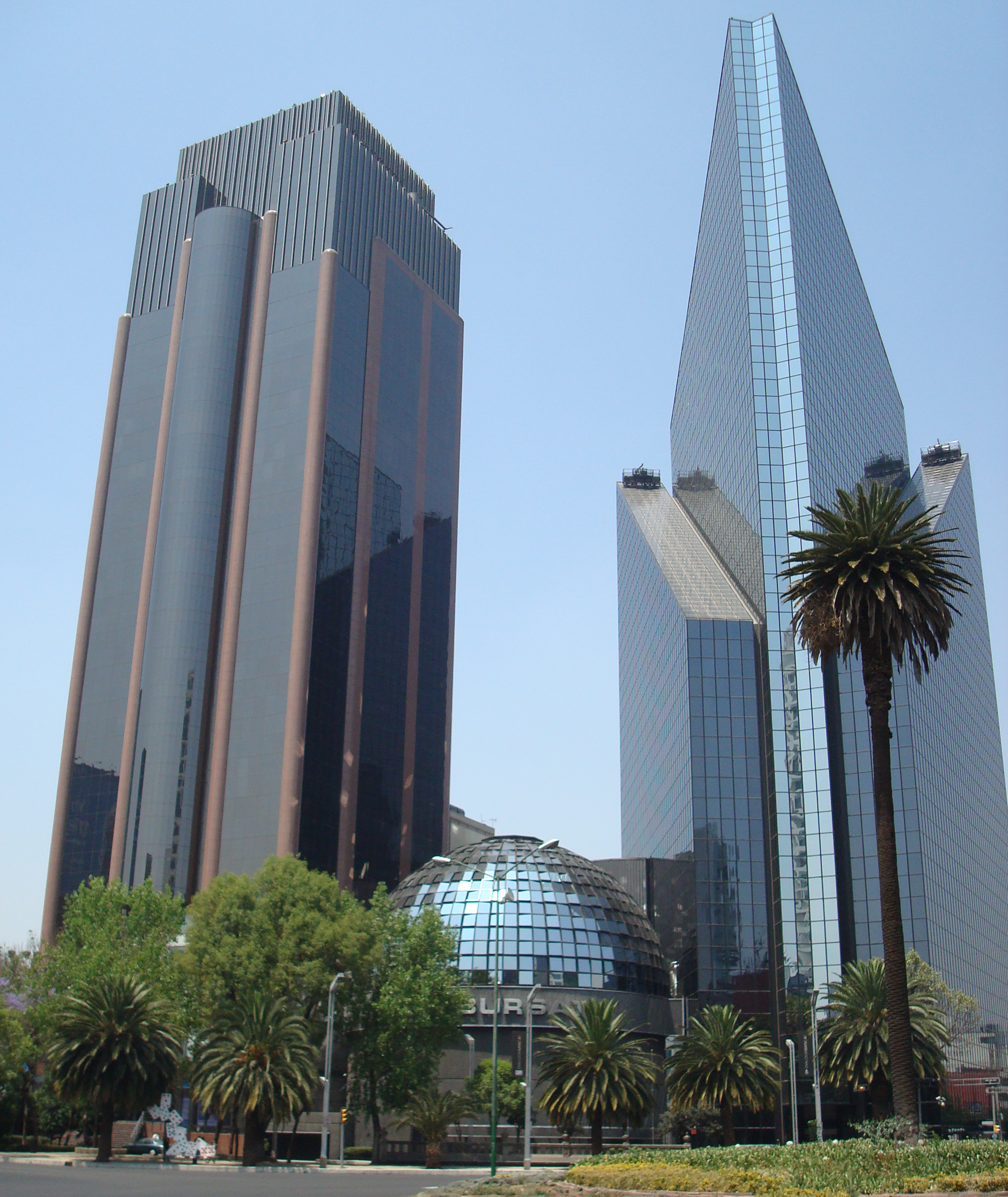
ساختمان بازار بورس مکزیک

بورس اوراق بهادار مکزیک (به انگلیسی: Mexican Stock Exchange) تنها بازار بورس اوراق بهادار مکزیکی مستقر در مکزیکو سیتی است، که در پایان سال مالی ۲۰۱۰ ارزش بازار آن، معادل ۴۰۹ میلیارد دلار برآورد شد.
بورس اوراق بهادار مکزیک در سال ۱۹۳۳ فعالیت خود را آغاز نمود و در سال ۲۰۱۱ با ارزش بازار ۴۶۰ میلیارد دلار، پس از بورس سائوپائولو به‌عنوان دومین بازار بورس آمریکای لاتین و پنجمین بازار بورس قاره آمریکا شناخته شد.